# Секс (филм)
Секс (норв. Sex) норвешки је љубавни филм из 2024. у режији и по сценарију Дага Јохана Хаугеруда. Главне улоге тумаче Јан Гунар Ројсе и Торбјерн Хар. Радња прати два мушкарца у хетеросексуалним браковима чија неочекивана искуства изазивају њихову перцепцију сексуалности, пола и идентитета.
Премијера је приказана 17. фебруара 2024. на Берлинском филмском фестивалу. У Србији је приказан 27. марта 2025. Добио је позитивне рецензије критичара.

## Радња
Два мушкарца, обојица у хетеросексуалним браковима, имају неочекивано искуство које их изазива да преиспитају своје разумевање сексуалности, пола и идентитета. Један од њих има сексуални сусрет са другим мушкарцем без да то сматра изразом хомосексуалности или неверства, и о томе после разговара са својом супругом. Други ноћу има снове у којима види себе као жену, што му изазива конфузију и наводи га да се запита колико погледи других обликују његову личност.

## Улоге
- Јан Гунар Ројсе као Чимни Свипер
- Торбјерн Хар као извршни директор
- Сири Форберг као супруга Чимнија Свипера
- Биргите Ларсен као супруга извршног директора